# Ana María Hermida
Ana María Hermida (Bogotá, Colombia, 11 de abril de 1980) es una directora de cine, guionista y productora, reconocida principalmente por su película de 2015 La luciérnaga.

## Biografía y carrera
Hermida estudió tres semestres de Comunicación Social en la Pontificia Universidad Javeriana de Bogotá. Más adelante estudió periodismo en el Georgia Perimeter College. A los 19 años viajó a Atlanta para cursar inglés y recibió un Associate Degree en Bellas Artes con un Minor en Periodismo. Más adelante cursó estudios de dirección fílmica en la Escuela de Artes Visuales de Nueva York. Allí grabó el cortometraje El elefante rojo, con el que ganó los premios Outstanding Achievement in Directing y Outstanding Film of the Year en el Festival Dusty Film, además de participar en algunos festivales.
En 2013 inició en la ciudad de Villa de Leyva el rodaje de su primer largometraje, titulado La luciérnaga. La cinta, considerada la primera película lésbica del cine colombiano, debutó en el Festival de Cine de Atlanta en 2015 y participó en una múltiples festivales internacionales de cine, logrando nominaciones en varios de ellos.

## Filmografía destacada

### Cine
- 2009 - El elefante rojo[5]
- 2015 - La luciérnaga
- 2024 - Alix